# とまどい/SPECIAL THANKS
「とまどい/SPECIAL THANKS」（とまどい/スペシャル サンクス）は、GLAYの20枚目のシングルである。本作で自身通算6作目のミリオンセラーを達成した。2025年現在、シングルとしては、日本のバンドでは最後のミリオンセラー作品となっている。

## 概要
- 「とまどい」は、TBS系『ウンナンのホントコ! 未来日記』主題歌、「SPECIAL THANKS」は劇場版未来日記の主題歌となっている。ダブルタイアップの関係もあったため両A面となった。
- ジャケットは前作同様、紙製デジパック仕様でブックレットが一体の装丁で、初回限定盤としてロング・ケース仕様が存在する。また、TAKUROは「SPECIAL THANKS」を1曲目にしたかったらしく、CDのプレス工場に出向き、工場長に自分の為に一枚だけ1曲目と2曲目を入れ替えたCDを作って欲しいと依頼したところ、「じゃあ半分ずつ作ろう」という経緯で、1曲目と2曲目の順番が入れ替わったバージョンも存在することとなった。
- 初回生産限定盤購入者限定でB3サイズのメンバーそれぞれのポスター4枚セットが配布された。
- 本作の発売日から9月30日までの期間で渋谷にあるタワーレコード渋谷店の壁面に、同曲をPRする当時日本最大の巨大野外広告（縦12.5m、横22.45m）が設置された[1]。
- 本作で、同年11月29日発売のベストアルバム『DRIVE-GLAY complete BEST』の収録曲を決めるアンケートが実施された。
- 両曲ともベストアルバムに収録されたため、オリジナルアルバムは未収録である。
- 本作でシングルとしては通算6作目（出荷枚数では8作目）のミリオンセラーを達成。累計売上は100.9万枚（オリコン調べ）。
- 「SPECIAL THANKS」のミュージック・ビデオは、実際の貨物列車を使用した特異な内容となっている。JR貨物北海道支社の全面協力を得て、2000年8月9日に札幌貨物ターミナル駅の駅構内側線で撮影された。
- メンバーもこの2曲は特に好きな曲だという。

## 収録曲
全編曲：佐久間正英・GLAY
1. とまどい
  - 作詞・作曲：TAKURO

PVは、ロサンゼルスで撮影された。　
同年発売となったベストアルバム『DRIVE-GLAY complete BEST』には別バージョンで収録されている。2009年に発売されたベストアルバム『THE GREAT VACATION VOL.2 〜SUPER BEST OF GLAY〜』にて、初めてシングルバージョンでのアルバム収録となった。
2. SPECIAL THANKS
  - 作詞・作曲：TAKURO

PVビデオは貨物線を利用して撮影された。
3. Good Bye Bye Sunday
  - 作詞・作曲：JIRO

JIROの作詞による作品は今作が初めてのものである。
4. とまどい (Instrumental)
5. SPECIAL THANKS (Instrumental)

※「SPECIAL THANKS」が1曲目の場合、instrumentalも先になる。

## タイアップ
- TBS系「ウンナンのホントコ!」・「未来日記」主題歌。劇場版「未来日記」挿入歌。（#1）
- 劇場版「未来日記」主題歌。（#2）

## 収録アルバム
とまどい
- DRIVE-GLAY complete BEST (Jet the Phantom Mix)
- THE GREAT VACATION VOL.2 〜SUPER BEST OF GLAY〜

SPECIAL THANKS
- DRIVE-GLAY complete BEST
- -Ballad Best Singles- WHITE ROAD
- THE GREAT VACATION VOL.2 〜SUPER BEST OF GLAY〜
- ONE LOVE Anthology (デモバージョン)
- DRIVE 1993〜2009 -GLAY complete BEST

Good Bye Bye Sunday
- rare collectives vol.2